# Zagloba obscura
Zagloba obscura – gatunek chrząszcza z rodziny biedronkowatych i podrodziny Coccinellinae.
Gatunek ten opisany został po raz pierwszy w 1970 roku przez Roberta Gordona na łamach „Proceedings of the Entomological Society of Washington”. Jako miejsce typowe wskazano El Limon w wenezuelskim stanie Aragua.
Chrząszcz o szeroko-owalnym, wysklepionym ciele długości od 1,65 do 1,81 mm i szerokości od 1,34 do 1,4 mm. Głowa jest rudobrązowa z wierzchu i żółtawobrązowa od spodu, porośnięta szarawobiałym owłosieniem i pokryta punktami oddalonymi na dystans równy swoim średnicom. Czułki są bardzo krótkie, zbudowane z dziesięciu członów, z których trzy ostatnie formują zwartą buławkę. Przedplecze jest szerokie, na przedzie głęboko wykrojone, ubarwione ciemnobrązowo lub smoliście czarno, jednolicie lub z rudobrązowymi brzegami bocznymi, porośnięte szarawobiałym owłosieniem i pokryte punktami oddalonymi na dystans równy swoim średnicom. Pokrywy są jednobarwne, ciemnobrązowe do smoliście czarnych,  porośnięte szarawobiałym owłosieniem i pokryte nieco grubszymi niż przedplecze punktami rozstawionymi na dystanse mniejsze od ich średnic. Epipleury są wąskie i krótkie, poziome. Wyrostek międzybiodrowy żółtawobrązowego przedpiersia ma delikatnie wykrojone boki. Wyrostek międzybiodrowy śródpiersia jest grubo i gęsto punktowany. Linie udowe na zapiersiu są kompletne. Odnóża są żółtobrązowe, smukłe. Pseudotrójczłonowe stopy mają pazurki z ząbkiem nasadowym. U obu płci na żółtobrązowym spodzie odwłoka widocznych jest pięć sternitów (wentrytów), z których pierwszy ma linie udowe niepełne, niedochodzące do jego krawędzi wierzchołkowej. Chetopory po bokach pierwszego wentrytu są wydłużone, stykające się ze sobą. Samiec ma symetryczne genitalia, o trójkątnym płacie nasadowym długości mniejszej niż połowa smukłych paramer oraz gwałtownie zakrzywionym i na szczycie nierozwidlonym prąciu.
Owad neotropikalny, znany tylko z Wenezueli. Spotykany na bananowcach i cytrusach, gdzie żeruje na czerwcach.